# 199-та піхотна дивізія (Третій Рейх)
199-та піхотна дивізія (Третій Рейх) (нім. 199. Infanterie-Division) — піхотна дивізія Вермахту за часів Другої світової війни.

## Історія
199-та піхотна дивізія сформована 1 листопада 1940 року з німецьких окупаційних частин, що перебували в південній Норвегії під час 7-ї хвилі мобілізації Вермахту. Дивізія виконувала окупаційні функції в районі Осло, Ліллестрема, Дребака, Драммена, Норстранна, Сарпсборга. У квітні 1941 року переведена для берегової охорони узбережжя поблизу Нарвіка, Тромсе, Му-і-Рана, Кіркенес.
У квітні 1945 року перекинута з Норвегії до Данії, звідки передислокована до Бранденбурга, де більшість її військ потрапила у радянський полон, і декілька підрозділів здалися американцям у Гафельберзі.

## Райони бойових дій
- Норвегія (листопад 1940 — квітень 1945);
- Данія, Німеччина (квітень — травень 1945).

## Командування

### Командири
- генерал-лейтенант Ганс фон Кемпскі (нім. Hans von Kempski) (1 листопада 1940 — 1 квітня 1942);
- генерал-лейтенант Вільгельм Райтель (нім. Wilhelm Raithel) (1 квітня 1942 — 1 серпня 1943);
- генерал-лейтенант Вальтер Віссмат (нім. Walter Wißmath) (1 серпня 1943 — 20 червня 1944);
- генерал-лейтенант Гельвіг Люц (нім. Helwig Luz) (20 червня 1944 — 8 травня 1945).

### Підпорядкованість
| Час      | Корпус                    | Армія                    | Група армій (округ)      | Штаб     |
| -------- | ------------------------- | ------------------------ | ------------------------ | -------- |
| 1940     |                           |                          |                          |          |
| листопад | —                         | XXI армійська група      | —                        | Норвегія |
| 1941     |                           |                          |                          |          |
| січень   | —                         | Армія «Норвегія»         | —                        | Норвегія |
| червень  | гк «Норвегія»             | Армія «Норвегія»         | —                        | Нарвік   |
| серпень  | Група «Північна Норвегія» | Армія «Норвегія»         | —                        | Нарвік   |
| 1942     |                           |                          |                          |          |
| січень   | Група «Північна Норвегія» | Армія «Норвегія»         | —                        | Нарвік   |
| березень | LXXI КОП                  | Армія «Норвегія»         | —                        | Нарвік   |
| 1943     |                           |                          |                          |          |
| січень   | LXXI ак                   | Армія «Норвегія»         | —                        | Нарвік   |
| 1944     |                           |                          |                          |          |
| січень   | LXXI ак                   | Армія «Норвегія»         | —                        | Нарвік   |
| 1945     |                           |                          |                          |          |
| січень   | LXXI ак                   | 20 А                     | —                        | Нарвік   |
| березень | XXXIII ак                 | 20 А                     | —                        | Осло     |
| квітень  | Війська вермахту в Данії  | Війська вермахту в Данії | Війська вермахту в Данії | Данія    |

### Склад
| 1940                            | 1945                         |
| ------------------------------- | ---------------------------- |
| 345-й піхотний полк             | 345-й гренадерський полк     |
| 357-й піхотний полк             | 357-й гренадерський полк     |
| 341-й піхотний полк             | 373-й гренадерський полк     |
| 199-й артилерійський полк       |                              |
| —                               | 199-й фузилерний батальйон   |
| —                               | 199-й протитанковий дивізіон |
| 199-й інженерний батальйон      |                              |
| 199-та дивізійна рота зв'язку   |                              |
| Допоміжні частини 199-ї дивізії |                              |
| —                               | 199-й навчальний батальйон   |